# فاليري نوفي
فاليري نوفي مدينة رومانية أثرية قديمة مندثرة تحت الأرض تأسست فاليري نوفي في عام 241 قبل الميلاد خلال عصر الجمهورية الرومانية وظلت مأهولة حتى حوالي عام 700 ميلادية في أوائل العصور الوسطى تم كشفها بواسطة رادار يكشف طبقات الأرض.